# NGC 7697
NGC 7697 (również IC 5333 lub PGC 71800) – galaktyka spiralna (Sb), znajdująca się w gwiazdozbiorze Tukana. Odkrył ją John Herschel 6 września 1836 roku.